# Белов, Василий Иванович
Васи́лий Ива́нович Бело́в (23 октября 1932, Тимониха, Харовский район, Северный край — 4 декабря 2012, Вологда) — русский писатель, поэт и сценарист, один из крупнейших представителей «деревенской прозы». Член Союза писателей СССР.

## Биография
Родился 23 октября 1932 года в деревне (селе) Тимониха (ныне — Харовский район Вологодской области). Выходец из крестьянской среды Русского Севера. Его отец Иван Фёдорович Белов погиб на войне, мать Анфиса Ивановна в одиночку растила детей (в своих воспоминаниях «Невозвратные годы» Василий Иванович Белов подробно описывает всех деревенских родственников).
После семи лет обучения в деревенской школе окончил ФЗО в городе Сокол, где получил специальность слесаря 5-го разряда, освоил специальности моториста и электромонтёра.
Армейскую службу в 1952—1955 годах проходил в Ленинграде. В газете Ленинградского военного округа опубликовал первые стихи «На страже Родины». С 1956 года корреспондент районной газеты «Коммунар» в городе Грязовец Вологодской области, в 1958 году избран первым секретарем райкома комсомола. Через год поступил и уехал учиться в Литературный институт имени А. М. Горького.
Литературную деятельность начал как поэт, но по совету Александра Яшина, которого считал своим учителем, начал писать прозу. С 1964 года постоянно жил в Вологде, не порывая связь с «малой родиной» — Тимо́нихой, в которой черпал материал для своего творчества, начиная с повести «Деревня Бердяйка» и книги стихов «Деревенька моя лесная» (обе — 1961). Вслед за ними увидели свет книга рассказов «Знойное лето» (1963) и «Речные излуки» (1964). 
Публикация повести «Привычное дело» (1966) принесла Белову широкую известность, утвердила за ним репутацию одного из родоначальников и лидеров «деревенской прозы». Эта репутация была упрочнена выходом повести «Плотницкие рассказы» (1968) и поставив Белова в число самобытных вологодских авторов, наряду с К. И. Коничевым, А. Я. Яшиным и А. В. Петуховым.
В 1997 году за большой личный вклад в развитие отечественной литературы и отражение самобытности традиций Русского Севера Василию Ивановичу присвоено звание Почётного гражданина города Вологды.
В 2005 году подписал антисемитское «Письмо 5000».
Был поклонником философии Ивана Ильина , профинансировал издание «Собрания сочинений Ильина» и написал предисловие.
Скончался на 81-м году жизни 4 декабря 2012 года после продолжительной болезни. В федеральных СМИ прошла информация, что писателя разбил инсульт после того, как местные жители разграбили и осквернили церковь в Тимонихе, которую Белов восстановил на свои средства. Однако в самом Харовском районе, где находится деревня Тимониха, это считают газетной уткой: кража икон в храме действительно была, но это произошло в 2006 году и на здоровье писателя трагически не повлияло. Причём в первую очередь в краже подозревают не местных жителей, а приезжих соседних дачников. Похоронен на родине в Тимонихе.
Патриарх Кирилл выразил соболезнование в связи с кончиной писателя. Депутаты Законодательного собрания Вологодской области предложили присвоить имя писателя Василия Белова одной из улиц регионального центра и создать музей.

## Этнографические очерки
Василий Белов также известен своими этнографическими очерками, опубликованными в трудах «Лад» (1982) и «Повседневная жизнь русского Севера» (2000). Данные работы были задуманы как «сборник зарисовок о северном быте и народной эстетике»:7. В них автор рассказывает о традиционной культуре, народном фольклоре, быте и художественных промыслах деревень Вологодской, Архангельской и Кировской областей России. 
Всю свою жизнь он собирал устные рассказы, бывальщины, песни, пословицы, предметы материальной культуры и быта, работал в архивах, изучал разнообразные этнографические материалы:392. Многие материалы были записаны со слов матери В. И. Белова — Анфисы Ивановны Беловой:7. Данные очерки представляют собой прежде всего авторское исследование и лишь отчасти художественные измышления о крестьянском быте, являясь ценным источником для современной этнографии Русского Севера.
«Василий Иванович писал такие вещи, которые в советское время, было очевидно, не станут публиковать. Размышлял о горькой участи русской деревни, о тяжёлых проблемах. В стране Советов такая тональность была не принята. Тогда все только воспевали и превозносили. Но он сумел пробить эту стену. Его стали печатать благодаря упорному харовскому характеру, высокому писательскому таланту и трудолюбию».
В 1990-е публиковал антизападнические конспирологические заметки в СМИ, критиковал деятельность Фонда «Открытое общество» в Вологде. Утверждал, что войну в Чечне и расстрел Белого Дома организовало ЦРУ.

## Награды и премии
- Орден «За заслуги перед Отечеством» IV степени (17 марта 2003) — за большие заслуги в развитии отечественной литературы[13].
- Орден Почёта (17 ноября 2008) — за большой вклад в развитие отечественной литературы и многолетнюю творческую деятельность[14].
- Орден Ленина (16 ноября 1984 года) — за заслуги в развитии советской литературы и в связи с 50-летием образования Союза писателей СССР[15].
- Орден Трудового Красного Знамени (22.10.1982).
- Медаль «За трудовое отличие» (28.10.1967).
- Другие медали.
- Государственная премия СССР (1981) — за произведения последних лет из книги «Повести и рассказы».
- Государственная премия Российской Федерации (2003).
- Награждён орденами Русской православной церкви[16]:
  - Орден Преподобного Сергия Радонежского III степени (2003)[17].
  - Орден Святителя Макария, митрополита Московского (2012)[18].

## Произведения
- Деревенька моя лесная (1961). Сборник стихов
- Знойное лето (1963). Сборник рассказов
- Речные излуки (1964). Сборник рассказов
- Привычное дело (1966). Повесть
- Плотницкие рассказы (1968). Повесть
- Бухтины вологодские (1969).
- Кануны (1972—87). Роман
- Бессмертный кощей (1978). Пьеса-сказка
- Лад. Очерки о народной эстетике (1982).
- Всё впереди (1986). Роман
- Год великого перелома (1989—1991). Роман
- Повседневная жизнь русского Севера (2000).

## Театральные постановки
- 1976 — «Над светлой водой», режиссёр-постановщик Н. А. Рябов (Дипломная работа выпускника ГИТИСа), Государственный академический Малый театр
- 1990 — «Сказ о солдате и Бессмертном Кощее», режиссёр Геннадий Егоров, Санкт-Петербургский драматический театр «Патриот» РОСТО
- 2013 — «Бессмертный Кощей» — режиссёр Алешина Людмила Васильевна, Вологодский Молодёжный экспериментальный театр-студия «Сонет»

## Экранизации
- Африканыч — режиссёры Михаил Ершов, Виктор Соколов, Олег Дашкевич, 1970 год
- Плотницкие рассказы — режиссёр Павел Резников, 1973 год
- Целуются зори — режиссёр Сергей Никоненко, 1978 год
- По 206-й… — режиссёр Виталий Кольцов, 1990 год
- Всё впереди — режиссёр Николай Бурляев, 1990 год

## Память
В 2015 году в Вологде создан Музей-квартира писателя — филиал Кирилло-Белозерского музея-заповедника, расположенный в доме по последнему вологодскому адресу В. Белова. На этом доме в 2021 году открыта мемориальная доска.
23 октября 2022 года в Вологде в день 90-летия писателя открылся памятник. Знаменательное событие произошло в день 90-летия писателя и стало ключевым мероприятием IX Всероссийских Беловских чтений. Автор работы — скульптор Алексей Игнатов.